# Ніколаєв Анатолій Васильович
Анатолій Васильович Ніколаєв (14 (27) листопада 1902, Оренбург — 13 лютого 1977, Новосибірськ) — російський хімік, один із засновників Сибірського відділення Академії наук СРСР, перший директор і організатор Інституту неорганічної хімії в Новосибірську. Дійсний член АН СРСР з 1966 року. Відомий роботами по фізико-хімічному аналізу, фізикохімії екстракції.

## Життєпис
Анатолій Васильович Ніколаєв народився 27 листопада 1902 в Оренбурзі. Після школи він поступає спочатку в Кримський університет, де навчається в 1920–1922 рр., перевівшись потім в ЛДУ (природне відділення), який закінчує в 1924 р. Уже під час навчання працював на різних хімзаводах Ленінграду — на заводі «Ленінська іскра», на дослідному заводі Державного інституту прикладної хімії (ДІПХ), у Горно-металургійній лабораторії ВРНГ, в спеціальній комісії з вивчення природничо-продуктивних сил Росії.
Ще студентом брав активну участь у випуску наукових збірників (збірка «Нерудні копалини»). У 1931 р. А. В. Ніколаєв, як видатний молодий спеціаліст, отримує рекомендації відомих вчених — академіків А. Е. Ферсмана, В. І. Вернадського, Н. С. Курнакова — на призначення його начальником Кулундинской експедиції Академії Наук СРСР, діяльність якої вплинула на створення важливого для промисловості Кучукского сульфатного комбінату. З 1934 р. вчений починає роботу в Інституті загальної та неорганічної хімії АН СРСР у відділі соляних рівноваг. Уже в 1935 р. він видає власну монографію «Кулундинскі соляні озера», що дозволяє йому в 1936 р. отримати вчений ступінь кандидата хімічних наук без захисту дисертації, так як в монографії була обґрунтована нова теорія річкового сульфатного накопичення та генезису індерських боратів.
У період німецько-радянської війни А. В. Ніколаєв звертається до вивчення освіти захисних плівок на солях, узагальнивши свої дослідження в монографії. У 1944 р. на основі його досліджень були створені спеціальні земляні ємності для води, бензину, нафтопродуктів. Ще в 1941 р. вчений стає доктором хімічних наук за роботу «Фізико-хімічне дослідження природних боратів», також оформлену в монографію. Саме ця робота в 1947 році була відзначена премією АН СРСР ім. В. І. Вернадського.
Після війни він звертається до питань радіохімії. У 1944–1958 рр. — Професор МХТИ і, паралельно (1945–1954 рр), — завідувач кафедри Московського інституту кольорових металів і золота ім. М. І. Калініна. У цей період А. В. Ніколаєв зближується з М. А. Лаврентьєвим, стаючи членом його «команди», орієнтованої на розвиток науки в Сибіру. Переїхавши до Новосибірська, в 1957 р. він стає директором новоутвореного Інституту неорганічної хімії СВ АН СРСР. Організовує в ньому фізико-хімічні лабораторії, відділ напівпровідників (пізніше — відділ матеріалів для мікроелектроніки). З 1958 року — член-кореспондент АН СРСР. У 1958–1963 рр. — Голова об'єднаної вченої ради СВ АН СРСР з хімічних наук. 1960–1963 рр. — Завідувач кафедри аналітичної хімії і потім радіохімії НГУ. На початку 60-х рр. А. В. Ніколаєв організував і очолив вчену раду по екстракційним процесам при Держкомітеті з науки і техніки при Раді міністрів СРСР, будучи також заступником голови наукової ради з гідрометалургії.
З 1966 р. — дійсний член АН СРСР. А. В. Ніколаєв активно брав участь в розвитку науки і промисловості країни. Він був головою комісії при СВ АН СРСР з вивчення сольових ресурсів Сибіру і Далекого Сходу, організував у 1967–1968 рр. дві експедиції Інституту неорганічної хімії СВ АН СРСР в соленосні райони Південного Алтаю і Східно-Казахстанської області. Займався вчений і питаннями атомної промисловості, розробляючи і синтезуючи леткі сполуки гафнію і цирконію на основі бору та його похідних. Організував в Красноярську Інститут хімії та хімічної технології, комплексний відділ з хімії в Кемерово. Активно беручи участь у наукових дослідженнях, був головним редактором «Журналу структурної хімії», «Известий СО АН СРСР, Серії хімічних наук», членом редколегії міжнародного журналу «Journal of the thermal analysis». У 1972 р. він був удостоєний золотої медалі ВДНГ за розшифровку електронної структури екстрагенів і сорбентів методом рентгенівської спектроскопії, в 1977 р. — премії АН СРСР ім. Н. С. Курнакова.
В останні роки А. В. Ніколаєв звернувся до синтезу нових неорганічних речовин та матеріалів, чистих і особливо чистих речовин. Розвиває виробництво неорганічних фторидів, фторидів благородних металів, координаційних з'єднань. Був піонером створення повністю автоматизованих систем термального аналізу, співпрацюючи в цьому напрямку з провідними науковими школами Угорщини (професор Є. Пунгор, доктор наук Ф. Паулік) та Чехословаччини (професор В. Сотава, доктор Сестак).
Помер А. В. Ніколаєв 13 лютого 1977 р. Похований у Новосибірську.

## Основні наукові досягнення
1927–1931 — Відкрив потужний пласт солей в Тавільжанських озерах і ввів їх у господарську експлуатацію.
1932–1934 — Розвідав і вивчив запаси солей на оз. Кучукське, що дозволило почати проектування Кучукського сульфатного комбінату (Казахстан), який вступив в дію в 1958 р.
1935–1936 — Створив теорію «річкового сульфатного накопичення», пояснив появу в природі покладів сульфатів.
1936 — У статті «До фізико-хімічного вивчення індерських боратів» обґрунтував схему генезису родовища, висловив думку про важливу роль водневих зв'язків у будові боратів.
1937 — За допомогою методу термографії відкрив існування боратного перегрупування, яке тепер називають «перегрупування Ніколаєва».
1940 — Спільно з А. М. Рубінштейном показав, що завдяки термодинамічній нестійкості цис-діаміни платини легко перетворюються в транс-діаміни.
1944 — Спільно з Л. Г. Бергом і Е. Я. Роде опублікував монографію «Термографія», яка була настільною книгою цілого покоління хіміків.
1947 — Опублікував монографію «Фізико-хімічне вивчення природних боратів».
1949–1957 — Очолив дослідження радіоактивних елементів, що утворюються в результаті поділу U і Рu (La, Ce, Th, Pr). Отримав спектрально чисті 147Се, 147Pr. Запропонував так званий буферний метод отримання опадів, які легко фільтруются.
1957 — Очолив дослідження в галузі хімії і фізикохімії екстракційних процесів. Ці методи знайшли застосування в промисловості.
1959–1962 — Спільно зі співробітниками запропонував новий клас екстрагентів — похідних піридин- і сульфоксидів — для екстракції іона уранілу з водних розчинів. Запропонував як екстрагента хлорекс (b, b'-дихлордиетиловий ефір), який спільно з співробітником Б. І. Пещевіцьким застосував в промислових масштабах для отримання надчистого золота — 99,9999%.
1961 — Спільно зі співробітниками видав навчальний посібник для вищої школи «Захист від радіоактивних випромінювань», який відіграв важливу роль при підготовці кваліфікованих фахівців.
1965–1975 — Спільно зі співробітником Л. М. Гіндіним вивчив іонообмінну екстракцію. Був з'ясований механізм процесу і побудовані ряди екстрагованості катіонів. Впровадив ряд екстракційних процесів для одержання особливо чистих металів на Норильському гірничо-металургійному комбінаті.
1967–1970 — Спільно з А. А. Опаловським виконав цикл робіт із синтезу і термографічні дослідження неорганічних фторидів.
— Розробив апаратуру для термічного аналізу швидкопротікаючих реакцій (спалах, горіння), в якій використав малоінерційні термопари з покриттям з нітриду бору.
1969 — Спільно зі співавторами опублікував «Короткий курс радіохімії».
1970–1972 — Очолив цикл досліджень, присвячених розшифровці електронної структури екстрагентів і сорбентів методом рентгенівської спектроскопії.
1975 — Спільно з І. І. Яковлєвим опублікував монографію «Клатратообразование». Відкрив існування клатратних гідратів в системі екстрагент-вода.

## Пам'ять
Ім'я вченого присвоєно Новосибірському інституту неорганічної хімії; на його честь названо вулицю в Новосибірському Академмістечку, заснована премія ім. А. В. Ніколаєва для молодих вчених СВ РАН.